# Tarnowo Pałuckie
Tarnowo Pałuckie [pronunciación en polaco: /tarˈnɔvɔ paˈwut͡skʲɛ/] (en alemán: Tarnowo) es un pueblo ubicado en el distrito administrativo de Gmina Wągrowiec, dentro del Distrito de Wągrowiec, Voivodato de Gran Polonia, en el oeste de Polonia central. Se encuentra aproximadamente a 5 kilómetros al este de Wągrowiec y a 52 kilómetros al noreste de la capital regional Poznań.
El pueblo tiene una población de 150 habitantes. Su iglesia es el edificio de madera más viejo en Polonia (siglo XIV).